# Paléosismologie
La paléosismologie est l'étude des traces laissées dans les dépôts géologiques récents par d’anciens forts séismes. Elle a pour objectif  d'identifier et de caractériser ces séismes et permet de compléter notre connaissance de la sismicité au-delà de la période "instrumentale" (dernier siècle) et "historique" (au mieux le dernier millénaire en France). Cette discipline contribue ainsi aux évaluations d’aléa sismique (voir Sismologie qui prennent en compte la fréquence et la taille des tremblements de terre sur des périodes de plusieurs dizaines de milliers d’années. Ces séismes anciens sont appelés paléoséismes en complément des séismes historiques (connus par l'analyse des archives décrivant leurs effets) et des séismes instrumentaux (enregistrés par les réseaux de stations sismologiques depuis environ un siècle).
À la surface du globe, l’expression des séismes est double :
- le mouvement vibratoire du sol, dû à la propagation des ondes sismiques générées par la rupture le long de la faille, qui provoque l’essentiel des dommages et victimes ;
- l’émergence de la rupture jusqu'en surface, si le séisme est suffisamment important, ce qui peut modifier notablement le paysage.

## Éléments historiques
La paléosismologie s'est développée à la fin du XIXe siècle dans les pays à forte sismicité et possédant des infrastructures scientifiques importantes, grâce à des scientifiques qui commencent à comprendre la relation entre faille et séisme (études en 1886 d'Alexander McKay (en) sur les séismes en Nouvelle-Zélande, en 1893 de Bunjiro Koto sur les séismes au Japon, recherches en 1890 de Grove Karl Gilbert et en 1908 d'Andrew Lawson aux États-Unis…). Cette relation est modélisée en 1910 avec la théorie du rebond élastique du géodésien Harry Fielding Reid (en).
La paléosismologie émerge en tant que discipline scientifique dans les années 1960 et 1970 (les Russes N. A. Florensov et V. P. Solonenko sont parmi les premiers à proposer une méthode paléosismologique). Le terme de paléosismologie apparaît pour la première fois dans un article de J.T. Engelder en 1974.
Le sismologue Kerry Sieh) (en) influence profondément le développement de la paléosismologie moderne aux États-Unis à la fin des années 1970.

## Technique
La méthode consiste principalement à identifier, le long d’une faille connue ou présumée active, une zone où la sédimentation est suffisamment continue et récente pour avoir pu enregistrer les déformations de surface associées à un, voire plusieurs, séismes. En pratique on réalise une tranchée pour accéder aux déformations (décalages, fissures, plissements,…) affectant les formations géologiques récentes. Les levés faits sur les parois de la tranchée sont effectués avec une précision qui s’apparente à celle des méthodes archéologiques. Les décalages des sédiments observés dans les tranchées permettent d’estimer la magnitude des séismes. La datation des dépôts successifs permet d’estimer les dates d’occurrence de ces séismes et de contribuer à la reconstitution de l’histoire sismique de la faille. Le choix du site est basé sur une approche géologique et géomorphologique, parfois complétée par des études géophysiques de surface (profils sismiques, imagerie radar, imagerie électrique, etc.).
De nombreuses études paléosismologiques ont été réalisées dans le monde sur des failles particulièrement actives : décrochement de San Andreas aux États-Unis , décrochement Nord-Anatolien en Turquie, décrochements japonais, chevauchements himalayens, failles normales de la péninsule italienne. Cette approche a aussi été utilisée sur des failles d’activité plus modérée : faille inverse de la Trévaresse en France (responsable du séisme de 1909 en Provence)  ou faille de Bree en Belgique.
Après certains tremblements de terre, on peut observer d’autres types d’effets en surface que l’émergence de la faille. Certaines conditions particulières font que les sédiments superficiels sont désorganisés par la propagation des ondes sismiques, notamment lorsqu’ils sont gorgés d’eau. Ces désordres sont pour l’essentiel des liquéfactions et ils ont été décrits dans des milieux sédimentaires variés (lacustre, fluviatile, littoral ou estuarien). Dans le Centre-Est des États-Unis, de grands tremblements de terre en 1811-1812 ont causé ce type de perturbations sur des surfaces supérieures à 5 000 km2 (https://earthquake.usgs.gov/ ). Le passage des ondes sismiques peut aussi causer des instabilités sur des versants et engendrer des glissements de terrain. En 2002, le grand séisme de Denali (Alaska) a provoqué de remarquables glissements de terrain depuis la montagne sur le Black Rapids Glacier (http://gallery.usgs.gov/sets/2002_Denali_Fault_Earthquake). On peut également ranger dans la catégorie des études paléosismologiques celles dont les cibles sont les dépôts littoraux apportés par les tsunamis d’origine sismique.

## Bases de données

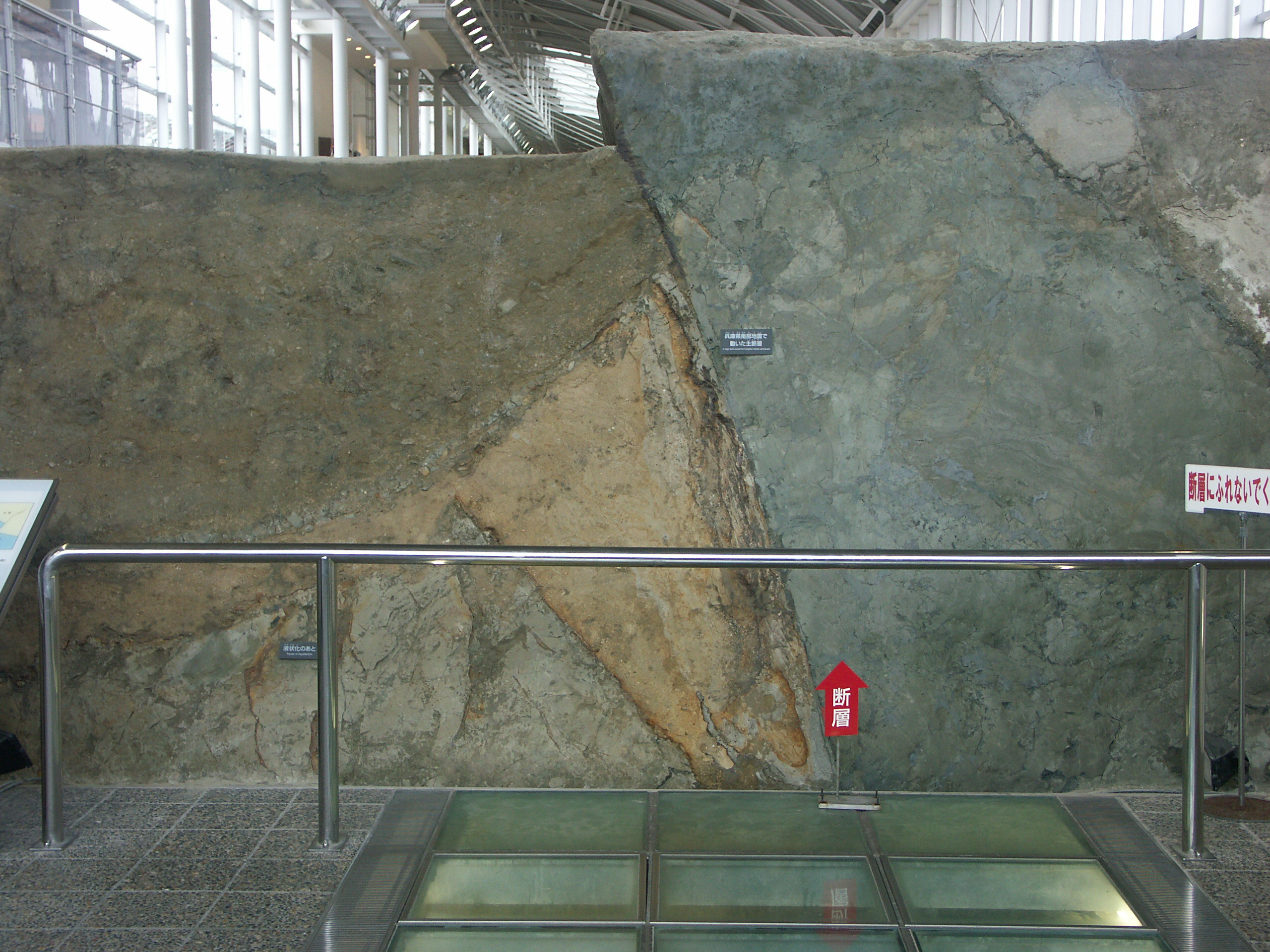
Dans le même musée (île d'Awaji, Japon), une section au travers de la faille montre qu’elle met en contact des terrains de natures très différentes, ce qui illustre la longue histoire sismique de la faille. Ce genre de section est typiquement celui offert par les tranchées d’étude paléosismique.
On retrouve ici en coupe un des 2 escarpements créés en 1995.

Il existe de nombreuses bases de données en accès libre dans le monde, rassemblant les indices de paléoséismes et les informations sur les failles actives les ayant générées, avec par exemple :
- États-Unis : Quaternary Fault and Fold Database of the United States (« Base de données des failles quaternaires et des plissements des États-Unis »)[13] ;
- France : Néopal, une base de données des déformations récentes et des paléoséismes[14] ;
- Italie : Database of Individual Seismogenic Sources (« Base de données des sources sismogéniques »)[15] ;
- Japon : Active fault database of Japan (« Base de données des failles actives du Japon »)[16] ;
- Nouvelle-Zélande : New Zealand Active Faults Database (« Base de données des failles actives en Nouvelle-Zélande »)[17].